# Nauviale
Nauviale är en kommun i departementet Aveyron i regionen Occitanien i södra Frankrike. Kommunen ligger  i kantonen Marcillac-Vallon som ligger i arrondissementet Rodez. År 2022 hade Nauviale 591 invånare.

## Befolkningsutveckling
Antalet invånare i kommunen Nauviale
Referens: INSEE